# Елена (община)
Община Елена — община у північній Болгарії і входить до складу Великотирновської області.
Населення на 15 грудня 2008 року — 11 072 особи (у тому числі 6234 жителі в місті Елена)
Площа території общини — 671,39 км²

## Склад громади
До складу громади входять такі населені пункти:
| - Аплаци - Багалевці - Бадевці - Баєвці - Баждари - Балуці - Беброво - Бейковці - Берковці - Блисковці - Богдансько - Бойковці - Босевці - Брезово - Бричковці - Буйновці - Бялковці - Валето - Велковці - Велювци - Веселина - Високовці - Вилчовці (кметство Майско) - Вылчовці - Вирзилковці - Габрака - Ганев дол - Глоговєц - Големани - Горни край - Горни Танчевці | - Горска - Граматиці - Гирдевці - Давери - Дайновці - Дебели рит - Добревці - Долни Марян - Долни Танчевци - Донковці - Драгановці - Драгійці - Драгневці - Дрента - Дуковці - Дирлевці - Елена - Зеленик - Іванивановці - Ігнатовці - Ілаков рит - Іліювці - Каменари - Кантари - Караіванці - Карандили - Киревці - Кожлювці - Козя река - Колари - Константин | - Косевці - Костел - Котуці - Крилювці - Крумчевці - Лазарці - Лесиче - Майсько - Марафелці - Мариновці - Марян - Махалниці - Мийковці - Миневці - Мирчовці - Мъртвината - Недялковці - Нешевці - Николовці - Ніколчовці - Ничовці - Нюшковці - Палиці - Папратлива - Пейковці - Петковці - Попрусевці - Попска - Радовці - Райновці - Ралиновці | - Раювці - Ребревці - Руховці - Светославци - Средни колиби - Стойчевци - Стояновці - Султани - Сибковці - Титевці - Тодювці - Томбето - Топузи - Тринковці - Тумбевці - Тинкі рит - Тиркашени - Угорялковці - Харваловці - Христовці - Хиневці - Цвеклювці - Чавдарці - Чакали - Червенковці - Черни дял - Шиливери - Шилковці - Шубеці - Яковці |